# Módulos
Módulos fue un grupo español de rock progresivo y sinfónico formado en Madrid en 1969.
Sus componentes originales eran Pepe Robles (guitarra y voz), Tomás Bohórquez (órgano hammond y piano), Juan Antonio García Reyzábal (batería) y Emilio Bueno (bajo). Editaron cinco álbumes de estudio y varios sencillos, y se disolvieron en 1979.

## Historia

### Orígenes
Pepe Robles, aunque nació casualmente en Madrid, es de Torrox, en Málaga. 

"De casualidad nací en Madrid, pero toda mi familia, mis hermanos, mis padres, son malagueños.
Mi madre vino a Madrid embarazada y me tuvo aquí."

Desde muy joven, comenzó a destacar en el grupo amateur Los Arlequines.
En el ambiente musical de la época conoció al grupo Los Ángeles, en esos momentos uno de los más famosos en España, y logró hacerse con el puesto de bajista en sustitución de Agustín Rodríguez. Tanto su líder, Poncho, como Rafael Trabucchelli fueron tomando conciencia del talento que aquel joven atesoraba. Con el primero escribió varios temas que sonaron durante 1968. Su marcha del grupo dejó un poso agridulce, pero Trabucchelli aprovechó la ocasión y le propuso comenzar una carrera como solista. Los solistas empezaban a comerse una gran porción del pastel musical del país, mientras otra la disfrutaban conjuntos pop cada vez más estandarizados. 
Robles, muy pendiente de lo que sucedía fuera con los grandes grupos del momento y otros menos conocidos, decidió alejarse de las corrientes musicales más extendidas en España y ensambló Módulos, formada junto a Tomás Bohórquez, Emilio Bueno y J. A. García Reyzábal. Era el año 1969, un año destacado dentro del rock internacional.
El grupo recibió los premios “revelación” en 1971, "Mejor Grupo de Música Popular" en 1973, 1974, 1975, varios discos entre los más vendidos, etc.

### Ascenso al éxito
Desde un primer momento, Módulos quiso perfilarse como un grupo diferente, algo que se vio reflejado en la búsqueda de profesionalidad: en el libro 201 discos para engancharse al pop rock español (Tito Lesende y Fernando Neira, 1996) sus miembros aseguraban ensayar 8 horas al día.
Se buscaron rápidamente un buen representante (Tony Caravaca), y crearon en Madrid una oficina como centro de operaciones para tenerlo todo bajo control. 
Pepe encontró sus influencias en los guitarristas del rock más vanguardista del momento (Robert Fripp, Steve Howe...), aunque principalmente Módulos se fijaba en la psicodelia y el rock progresivo.
Además, supieron aprovechar la onda del pop de la época. Amén de The Beatles, la gran referencia, se fijaron también en la música estadounidense, especialmente en The Young Rascals y los psicodélicos Vanilla Fudge.
Su primer álbum sería deudor del sonido de estos últimos, pero luego añadieron otros elementos a sus siguientes trabajos.
Su debut en el verano de 1969 fue el sencillo Ya no me quieres / Recuerdos. Esta última, la cara B, es una clara revisión de «Groovin'» e «It's a Beautiful Morning» de The Young Rascals. Una vez convencidos todos de sus posibilidades, se perdieron por los sótanos de Hispavox durante unos meses hasta dar forma a su primer trabajo.
Realidad, su primer álbum, contiene una de las baladas más destacadas del rock español, el número uno «Todo tiene su fin», que acabó con la norma de que las canciones comerciales tenían que rondar los tres minutos de duración. Años más tarde, esta balada recobró un gran éxito con la versión del grupo cordobés Medina Azahara publicada en 1992. Este álbum debut destaca por sus pasajes románticos y melancólicos, su cadencia, sus cambios de ritmo, la interacción de todos los instrumentos, los escalofríos que producen algunas notas del Hammond B-3 de Bohórquez y, en general, por esa sensación de que Módulos había conseguido construir una contundente "muralla de sonido".
Aunque el éxito comercial de su canción estrella no volvió a repetirse a ese mismo nivel, Módulos se mantuvo dentro de los grupos más destacados de la escena española, editando un álbum por año.
En 1971 fue el turno de su segundo álbum, Variaciones, en el que mantenían su estilo, aunque sin la tensión del álbum anterior. «Adiós al ayer», «Sólo tú» o «Quisiera conseguir» son algunas de sus canciones más destacadas.
Un año después aparece el preludio de Plenitud, el sencillo No quiero pensar en ese amor / Mari, Mari, Mari. Plenitud abandona la frescura de los dos anteriores trabajos, adentrándose cada vez más en el campo del rock sinfónico.

### Última etapa
En 1973, Robles sufrió un accidente de coche que casi le costó la vida. Módulos siguieron funcionando con otros sustitutos, hasta recuperar a su cantante-guitarrista y grabar Módulos 4 al año siguiente. Éste es un álbum que busca más la comercialidad que la experimentación. Su sencillo «Sólo palabras» recuerda a una mezcla del «Hey Jude» de The Beatles con «The boxer» de Simon and Garfunkel, pero se aleja definitivamente del tratamiento que acostumbraban a dar a sus temas. 
Así las cosas, Reyzábal deja el grupo quizá por diferencias con Robles que ya provenían de cuando grabaron «Todo tiene su fin». Con Juan Robles Cánovas a los tambores firman varias actuaciones en directo, todos ellos vistiendo como lo harían los miembros de Yes o Deep Purple, con túnicas y oropeles. También hubo tensión con Hispavox, y tras grabar los dos últimos sencillos abandonan la discográfica en 1976. Las continuas recopilaciones de algún éxito suyo y sus actuaciones integrando a otros músicos colaboradores como José María Guzmán o José Ramón Alonso, les mantienen vivos hasta que los dos únicos supervivientes, Robles y Bohórquez, que ya habían colaborado en otros proyectos, acuerdan rearmar la banda en 1977 con la incorporación de J. L. Campuzano Sherpa al bajo y J.L. de la Fuente Nogueira Chupi a la batería.
En 1978, con esta última formación, graban para la modesta compañía Discos Mercurio un álbum homónimo, con mayor libertad compositiva, con nueva temática en las letras y algunos pasajes ciertamente experimentales, pero no tiene repercusión mediática. Tras algunas galas actuando con el nombre de TAO, Módulos comprobaron que su carrera no tendría ya mucha continuidad y se deshicieron en 1979.
Tras años sin hablarse del grupo, en los años 90 Hispavox lanza sus discos en CD y comprueba que se siguen vendiendo bien (más de cincuenta mil copias llevan vendidos en este formato solamente del disco Realidad desde 1996). Su gran canción aparece en multitud de recopilatorios.
En 1999, todos los miembros originales menos Robles (con Pibe Iglesias en su lugar), deciden unirse de nuevo para regrabar temas, hacer algunas galas y aprovechar la ola nostálgica editando el disco Pensado y hecho... en la intimidad (2000), el cual incluye nuevas versiones de viejos éxitos, y 6 temas nuevos.
Su fama actual se debe principalmente a esta reunión y a las versiones de Medina Azahara. 
En 2006, cuatro músicos vascos, bajo el nombre de Recordando a Módulos, rindieron tributo a la banda grabando 11 temas de la misma en un disco llamado Homenaje, al parecer contando con el visto bueno de Pepe Robles. Según el productor y batería de los "nuevos Módulos", en 1993 intentó reunir a los auténticos pero Pepe, que había iniciado una carrera en solitario, se desentendió.

## Integrantes

### 1969 - 1979
- José Robles Rodríguez «Pepe» (1969–1979): voz, guitarra solista, bandurria, armónica, bongos, batería, percusión y piano. Nació en Madrid el 23 de marzo de 1948.
- Tomás Bohórquez Nieto (1969–1979) / (2000): órgano hammond, piano eléctrico melotrón, sintetizador moog, oboe, trompa, acordeón, triángulo y guitarra. Nació en Mérida el 22 de agosto de 1947. Falleció el 11 de abril de 2018.
- Juan Antonio García Reyzábal (1969–1975) / (2000): batería, violín, piano y guitarra. Nació en Madrid el 11 de abril de 1946. Falleció el 11 de octubre de 2015.
- Emilio Bueno Flores (1969-1976) / (2000): bajo y contrabajo. Nació en 1948.
- Juanjo Vázquez (1973–1973): cantante durante la convalecencia de Pepe Robles.
- Juan Robles Cánovas «Cánovas» (1975–1976): batería. Nació en Cuart de Poblet en 1949.
- José María Guzmán González de Castejón (1976): bajo y voz. Nació en Madrid el 29 de febrero de 1952.
- José Ramón Alonso De la Iglesia (1976/1977): batería.
- José Luis De la Fuente Nogueira «Chupi» (1977/1979): batería. Nació en La Coruña. Falleció a finales de 2003
- José Luis Campuzano Feitó «Sherpa» (1977/1979): bajo y voz. Nació en Madrid el 22 de noviembre de 1950.

### 1999 - 2001
- José Luis Iglesias De Frutos «Pibe» (1999/2001): voz, guitarra solista, en sustitución de José Robles Rodríguez «Pepe».
- Tomás Bohórquez Nieto (1999/2001): órgano hammond, piano eléctrico melotrón, sintetizador moog, oboe, trompa, acordeón, triángulo y guitarra. Nació en Mérida el 22 de agosto de 1947. Falleció el 11 de abril de 2018.
- Juan Antonio García Reyzábal (1999/2001): batería, violín, piano y guitarra. Nació en 1946. Falleció el 11 de octubre de 2015.
- Emilio Bueno Flores (1999-2001): bajo y contrabajo. Nació en 1948.

## Discografía

### Álbumes
- Realidad (marzo-1970)

1. Realidad (Reyzábal-Robles)
2. Noche de amor (Bohórquez-Robles)
3. Luz errante (Reyzábal-Robles)
4. Yesterday (Lennon-McCartney)
5. Todo tiene su fin (Reyzábal-Robles)
6. Cuando te espero (Bohórquez-Robles)
7. Nada me importa (Reyzábal-Robles)
8. Dulces palabras (Bohórquez)
9. Hello Goodbye (Lennon-McCartney)

- Variaciones (octubre-1971)

1. Un nuevo día (Robles)
2. Adiós al ayer (Reyzábal)
3. Solo tú (Bohórquez-Robles)
4. El bandolero (Bohórquez)
5. Quiero olvidar (Robles-Bueno)
6. El sonido del silencio (P. Simon)
7. En mis sueños (Bohórquez-Robles)
8. Juan (Reyzábal)
9. Quisiera conseguir (Reyzábal)

- Plenitud (febrero-1973)

1. Promesas (Bueno-Robles)
2. Otra vez (Bohórquez-Robles)
3. Piensa en mi (Bohórquez-Robles)
4. No quiero pensar en ese amor (Bueno-Robles)
5. Como un sueño (Bohórquez-Robles)
6. Algún día sabrás, niña (Bueno-Robles)
7. Al despertar (Bohórquez-Robles)

- Módulos 4 (junio-1974)

1. Para un mundo diferente (Bohórquez)
2. Sólo palabras (Bueno-Robles)
3. Al ponerse el sol (Bueno-Robles)
4. Cerca de las cinco (Bueno-Robles)
5. Tú eres tu mundo (Bohórquez)
6. Si tú no estás (Bueno-Robles)
7. Sigo siendo el niño (Reyzábal)
8. Tan solo tú (Bueno-Robles)
9. Para qué seguir (Bohórquez)
10. We've Got To Get Together (Bueno-Robles)
11. Luna de agosto (Robles)

- Módulos (1979)

1. Hello (Bohórquez-Robles)
2. Cuando el tren se detuvo en la estación (Bohórquez)
3. 2.000 años tristes (Robles)
4. Pájaro amigo ("Chupi"-"Sherpa")
5. Otoño en cualquier lugar (Bohórquez)
6. Beatles (Robles)
7. Cristo ("Chupi"-"Sherpa")

- Pensado y hecho... en la intimidad (2000) 6 temas nuevos (*) + 9 versiones de éxitos

1. Solo tú (Bohórquez-Robles)
2. Noche de amor (Bohórquez-Robles)
3. (*) A la luna (Iglesias)
4. Al ponerse el sol (Bueno-Robles)
5. (*) El cielo y tú (Iglesias)
6. No quiero pensar en ese amor (Bueno-Robles)
7. (*) Sola estás tú (Iglesias)
8. Cuando te espero (Bohórquez-Robles)
9. (*) El alma se me va (Reyzábal)
10. Todo tiene su fin (Reyzábal-Robles)
11. Adiós al ayer (Reyzábal)
12. Tú ya no estás (Reyzábal-Bohórquez)
13. Nada me importa (Reyzábal-Robles)
14. (*) Perdido en mis sueños (Bohórquez)
15. (*) Epílogo... en la intimidad (Bohórquez)

### Sencillos y EPs
- Ya no me quieres (Reyzábal-Robles) / Recuerdos (Robles) (junio-1969)
- Nada me importa (Reyzábal-Robles) / Todo tiene su fin (Reyzábal-Robles) (diciembre-1969)
- Tú ya no estás (Reyzábal-Bohórquez) / No puedo estar sin ti ( Reyzábal-Robles) (diciembre-1970)
- Sólo tú (Bohórquez-Robles) / Adiós al ayer (Reyzábal) (octubre-1971)
- E.P. Disco Sorpresa Fundador - Todo tiene su fin / Ya no me quieres / Realidad / Nada me importa (1971)
- E.P. Disco Sorpresa Fundador - Un nuevo día / Adiós al ayer / Solo tú / Quiero olvidar (1972)
- No quiero pensar en ese amor (Bueno-Robles) / Mari, Mari, Mari ( Bueno-Robles) (julio-1972)
- Sencillo compartido - Sólo palabras (Bueno-Robles) / Con mi guitarra en la playa (grupo Yerbabuena) (1974)
- Sólo palabras / Al ponerse el sol (Bueno-Robles) (junio-1974)
- Perdido en mis recuerdos (Robles-Cánovas-Bohórquez) / Hacia el siglo XXI (Cánovas-Bohórquez) (agosto-1975)
- ¿Recuerdas? (Bohórquez) / Consumo S.A. (Bohórquez-Robles) (1976)
- Sencillo compartido "Nuestras mejores baladas, los 60'" - Todo tiene su fin / Cállate niña (grupo Pic Nic) (1991)
- CD sencillo promocional - Nada me importa (1999)

### Compilados
- Lo mejor de Módulos (1972)
- Grupos pioneros españoles (1978)
- Grandes éxitos (1988)
- Todos sus singles y sus primeros LP’s en Hispavox (1969-1976) (2000)
- Todo tiene su fin, No quiero pensar en ese amor y otros grandes éxitos (2004)
- Colección "Serie Grandes" (2005)

### Compilados de varios artistas
- Hispavox "Lo mejor del año vol. 7" - Todo tiene su fin  - 1970
- Hispavox "Lo mejor del año vol. 9" - No quiero pensar en ese amor – 1972
- "20 aniversario Hispavox: grupos bajo el sol" – Sólo palabras - 1974
- Hispavox "Lo mejor del año vol. 11" – Solo palabras - 1974
- "Juntos para ayudarte", LP a favor de UNICEF - "Alguien en quien confiar" (José Robles Rodríguez "Pepe") - 1974
- Hispavox "Lo mejor del año vol. 12" – Perdido en mis recuerdos - 1975
- Hispavox "Los mejores grupos españoles", Módulos, Los Ángeles, Los Mitos - 1979
- LP "Asfalto - Miguel Ríos - Módulos" - Beatles / Pájaro amigo / 2000 años tristes / Hello - 1979
- Ramalama "66 Grandes éxitos de los 60 y 70"  - No quiero pensar en ese amor - 28/01/2002
- Ramalama "Las 32 Canciones de José Mª Iñigo de los 60/70" - Todo tiene su fin - 26/04/2004
- Sello Autor "Lo mejor del Pop & Rock hispano, 1957-1989" - Todo tiene su fin - 19/10/2004
- Ramalama "Los Nº1 del Pop Español 1970" - Todo tiene su fin - 14/11/2004
- Ramalama "Los Nº1 del Pop Español 1971" - Sólo tú - 14/11/2004
- Ramalama "Los Nº1 del Pop Español 1973" - No quiero pensar en ese amor - 10/07/2005
- RTVE Música "Una historia del Pop y el Rock en España los años 70" - Todo tiene su fin - 05/10/2005.
- Ramalama "Con la ayuda de la amistad" (versiones de The Beatles por grupos españoles) - Yesterday / Hello Goodbye - 27/11/2005
- Ramalama "Sonido Hispavox 1960/1982" - Todo tiene su fin / No quiero pensar en ese amor - 19/06/2007
- EMI "100 años de pop-rock" - No quiero pensar en ese amor – S/F
- "El baúl de los recuerdos" - Todo tiene su fin / Sólo palabras – S/F